# Anthrax pauper
Anthrax pauper är en tvåvingeart som först beskrevs av Friedrich Hermann Loew 1869.  Anthrax pauper ingår i släktet Anthrax och familjen svävflugor. Inga underarter finns listade i Catalogue of Life.